# ジョヴァンニ・ボルツォーニ
ジョヴァンニ・ボルツォーニ（Giovanni Bolzoni, 1841年5月15日 - 1919年2月21日）は、イタリアの作曲家。
パルマ出身。パルマ音楽院で学んだ後、サヴォーナのオーケストラのヴァイオリニストになり、さらにコンサートマスターと指揮者を務めた。その後ペルージャのモルラッキ劇場の指揮者となった。1884年にトリノのレージョ劇場の音楽監督となり、ジャコモ・プッチーニのオペラ『妖精ヴィッリ』の改訂版初演の指揮者を務めるなどした。1887年からトリノ音楽院の校長に就任し、29年にわたってその職にあった。教え子にエドガー・ヴァレーズらがいる。

## 作品
『メヌエット』が知られているが、『民事婚』（1870年、パルマで初演）、『アルプスの星』（1876年、サヴォーナで初演）、『イエラ』（1881年、ピアチェンツァで初演）などのオペラもある。その他に弦楽オーケストラのための『主題と変奏』や小オーケストラのための『中世の城』などの管弦楽曲、弦楽四重奏曲、ヴァイオリン小品などがある。